# Rhodostrophia pallidior
Rhodostrophia pallidior är en fjärilsart som beskrevs av Edward P. Wiltshire 1966. Rhodostrophia pallidior ingår i släktet Rhodostrophia och familjen mätare. Inga underarter finns listade.